# ماهی‌خورک آبی و سیاه
ماهی‌خورک آبی و سیاه (نام علمی: Todiramphus nigrocyaneus) نام یک گونه از زیرخانواده ماهی‌خورک درختی است.